# Croix de Saint-Clair
La croix de Saint-Clair est une croix de chemin située près de la chapelle Saint-Clair, au lieu-dit vallée de Saint-Clair, à Limerzel dans le Morbihan.

## Historique
Elle fait l’objet d’une inscription au titre des monuments historiques depuis le 20 mars 1934.

## Architecture
Cette croix du Christ est en ardoise sculptée. Elle est portée par un fût octogonal sur socle.